# Dysderina silvatica
Dysderina silvatica is een spinnensoort in de taxonomische indeling van de Dwergcelspinnen (Oonopidae).
Het dier behoort tot het geslacht Dysderina. De wetenschappelijke naam van de soort werd voor het eerst geldig gepubliceerd in 1951 door Arthur M. Chickering.